# Litsea obscura
Litsea obscura är en lagerväxtart som beskrevs av Jacob Gijsbert Boerlage. Litsea obscura ingår i släktet Litsea och familjen lagerväxter. Inga underarter finns listade i Catalogue of Life.